# Derjazjina
Derjazjina (ryska: Деряжина) är ett vattendrag i Belarus.   Det ligger i voblasten Vitsebsks voblast, i den norra delen av landet, 100 km norr om huvudstaden Minsk.
I omgivningarna runt Derjazjina växer i huvudsak blandskog. Runt Derjazjina är det ganska glesbefolkat, med 34 invånare per kvadratkilometer.